# Plan FinEs
El Programa de Finalización de Estudios Primarios y Secundarios (FinES) es un programa educativo argentino llevado adelante por el gobierno nacional a partir del año 2008 con presencia en todas las jurisdicciones de Argentina. El objetivo del plan es que los jóvenes y adultos puedan finalizar su educación primaria y secundaria. En el año 2010, se creó el FinES 2, centrado principalmente en la finalización de los estudios secundarios de los cooperativistas de los programas estatales Ingreso Social con Trabajo y Ellas Hacen.
Entre los años 2008 y 2015, 600.000 estudiantes finalizaron el secundario. En el año 2013, el plan había alcanzado a 1.394.000 personas, con 14.682 sedes y 128.365 tutores en todo en país, y habían egresado 400.000 estudiantes.

## Misión
FinES permite volver al nivel secundario a ciudadanos que por distintos motivos han interrumpido sus estudios. Este dispositivo de reingreso se articula con las ofertas históricas del nivel, como las Escuelas de Educación Secundaria, los Bachilleratos de Adultos y los Centros de Educación de Nivel Secundario (CENS).
El programa está dirigido a quienes no han resuelto su escolarización en establecimientos de gestión estatal en los tiempos previstos institucionalmente por el sistema educativo y quieren ingresar y/o reingresar para obtener la certificación correspondiente.

## Historia
El Consejo Federal de Educación, perteneciente al Ministerio de Educación, aprobó en 2007 una resolución que estableció los lineamientos para un "Plan Federal de Educación Permanente de Jóvenes y Adultos 2007-2011". En 2008 el propio Ministerio de Educación aprobó la creación del Plan FinEs.
La provincia de Buenos Aires adoptó en 2012 un programa similar denominado Plan de Finalización de Estudios Obligatorios, que se artícula con las ofertas clásicas como las Escuelas de Educación Secundaria, los Bachilleratos de Adultos y los Centros de Educación de Nivel Secundario (CENS). Este plan permitió que los vecinos de barrios periféricos se formaran en lugares cercanos como sociedades de fomento, escuelas, clubes y centros partidarios. Además permitió el egreso de estudiantes transgénero.
Se invirtieron 7000 millones de pesos en equipamiento para escuelas técnicas, se distribuyeron más de 54 millones de libros. La inversión en salarios docentes universitarios fue de 19 000 millones de pesos en 2012 siendo el incremento salarial de más del 1000 % desde 2001.
Antes de las elecciones presidenciales de 2015,  los movimientos educativos, sociales y políticos, salieron a marchar en defensa de este plan educativo, ante la propuesta de uno de los candidatos a la presidencia de darlos de baja.[cita requerida] Los tres principales candidatos prometieron mantener la continuidad de Plan FINES.[cita requerida]
En 2016, durante el gobierno de Mauricio Macri, se recortó fuertemente el presupuesto de diferentes programas educativos, entre ellos el FinEs, junto a otros programas como Conectar Igualdad y el Programa Nacional de Educación Sexual Integral (ESI). A pesar de las promesas de campaña de mantenerlo, en mayo de ese año se anunció que FinES no contarían más con presupuesto nacional y cada provincia deberá hacerse cargo del mismo, aunque sin recibir presupuesto para ello de la Nación. En agosto se encontró que gran parte del material del programa en la ciudad de Buenos Aires, donde gobernaba Rodríguez Larreta, había sido arrojado como basura a contenedores.
En febrero, el gobierno de Horacio Rodríguez Larreta amplió las sedes del programa y logró que miles de jóvenes egresaran.
En 2016 el gobierno nacional decide dar continuidad al Plan FinEs para el período 2016-2019 sin presupuesto, la Provincia de Buenos Aires actúa de igual manera para garantizar la educación de jóvenes y adultos
En 2018 el gobierno, a través de la Secretaría de Evaluación Educativa del Ministerio de Educación de la Nación, realiza un pedido de Informe a la UNIPE coordinado por María del Carmen Feijoó donde se realiza un informe evaluativo del Plan y sus características principales. Se destaca la importancia de los Referentes de Sede y la relación entre el Estado y la sociedad civil.
En el año 2020, el Ministerio de Educación de la Nación, volvió a financiar el Programa FinEs. En este año, FinEs se cursó de manera no presencial por primera vez en la historia, debido a la pandemia por el Coronavirus. Se realizaron capacitaciones virtuales a docentes, coordinadores y coordinadoras del programa, y en la provincia de Buenos Aires se comenzaron a utilizas las Aulas del Bicentenario, una plataforma digital de libre acceso tanto para estudiantes como para docentes.